# جعبه‌دنده (دستگاه مکانیکی)
جعبه‌دنده (که گیربکس نیز نامیده می‌شود) و توسط لوئی رنو اختراع شد، وسیله‌ای مکانیکی است که از چرخ دنده‌ها برای تغییر سرعت یا جهت چرخش در ماشین استفاده می‌کند. بسیاری از جعبه‌دنده‌ها دارای نسبت دنده‌های متعدد هستند، اما جعبه‌دنده‌هایی نیز وجود دارند که از یک نسبت دنده ثابت استفاده می‌کنند.
اکثر خودروهای سواری که در حال حاضر با موتورهای بنزینی یا دیزلی تولید می‌شوند از جعبه دنده‌هایی با ضریب دنده ۵–۸ جلو و یک ضریب دنده عقب استفاده می‌کنند. خودروهای الکتریکی معمولاً از جعبه‌دنده تک سرعته یا دو سرعته استفاده می‌کنند.

## انتقال با نسبت ثابت

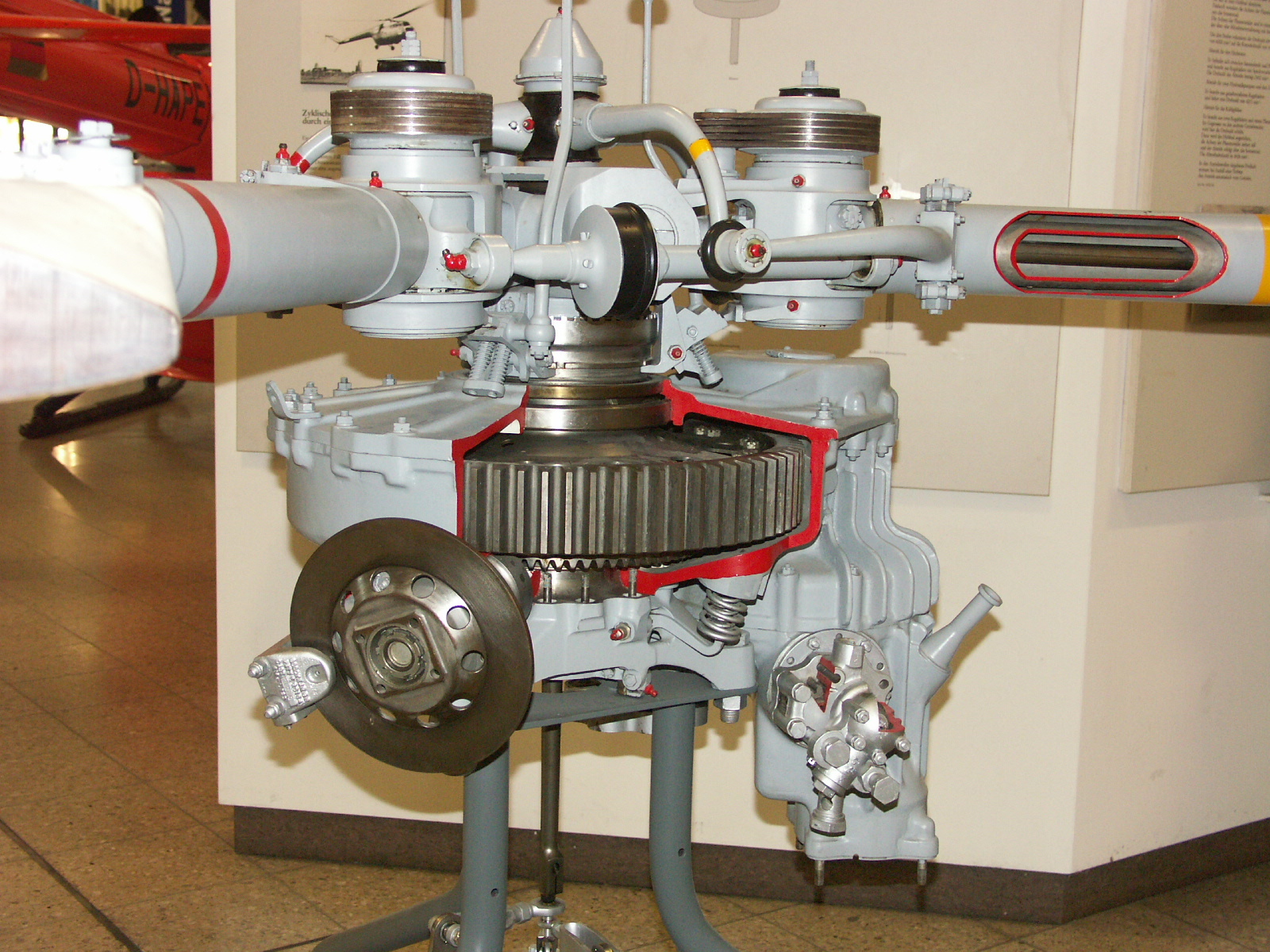
انتقال برای هلیکوپتر بریستول سیکامور

ساده‌ترین جعبه‌دنده‌ها از یک نسبت ثابت برای کاهش یا افزایش سرعت استفاده می‌کردند، گاهی اوقات همراه با تغییر جهت محور خروجی. نمونه‌هایی از این انتقال در هلیکوپترها و توربین‌های بادی استفاده می‌شود. در مورد توربین بادی، نخستین مرحله جعبه‌دنده معمولاً یک چرخ دنده سیاره‌ای است تا اندازه را به حداقل برساند و در عین حال در مقابل ورودی‌های گشتاور بالا از توربین مقاومت کند.

## انتقال چند نسبت

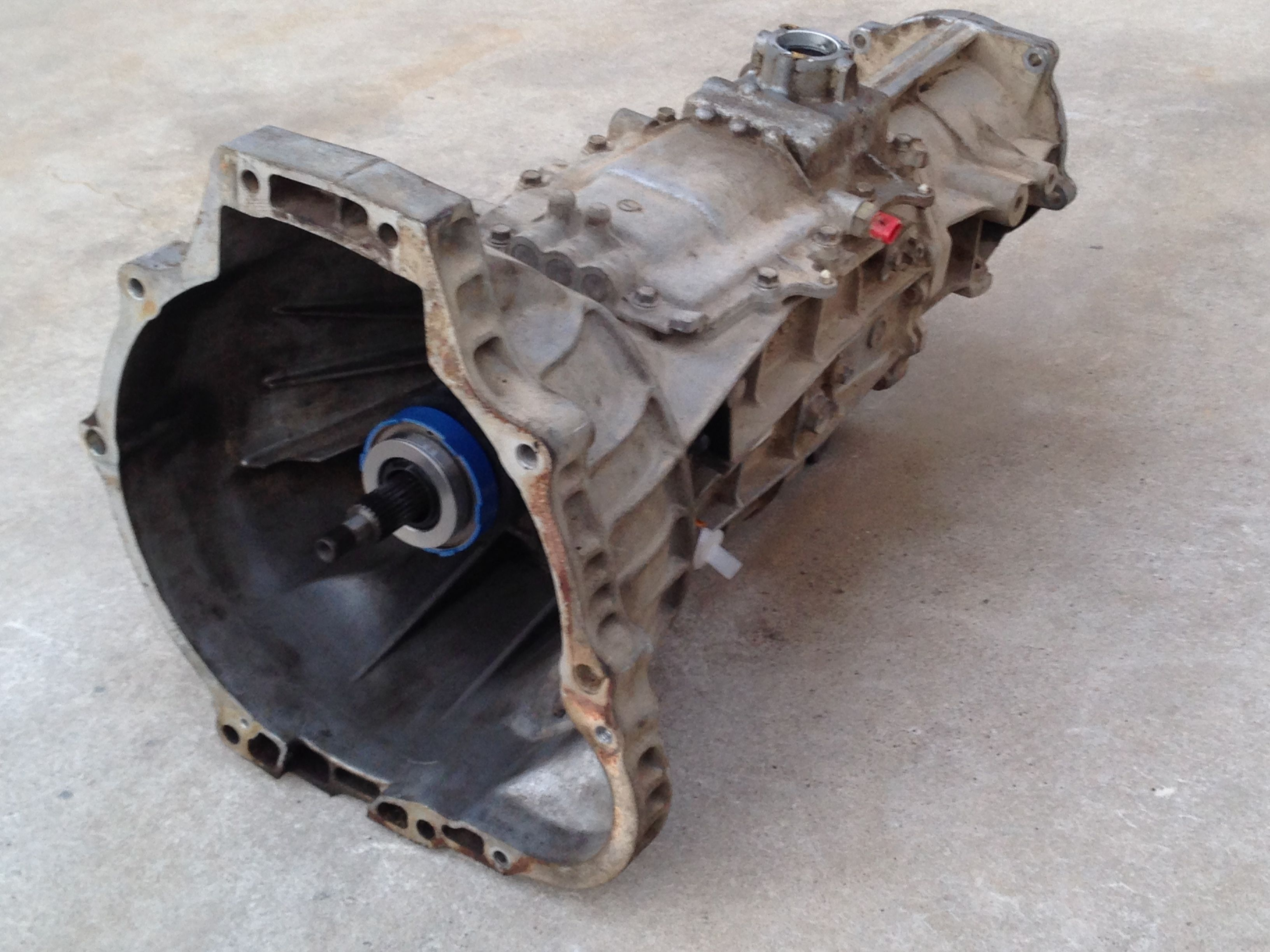
جعبه‌دنده دستی مزدا M5OD (مشاهده از سمت موتور)

انیمیشن جعبه‌دنده ۴ سرعته متوالی دستی

بسیاری از جعبه‌دنده‌ها - به ویژه برای کاربردهای حمل و نقل - دارای ضرایب دنده‌های متعددی هستند که می‌توان آنها را در حین کار کردن ماشین تغییر داد. نسبت‌های چندگانه برای تطبیق دامنه سرعت‌های ورودی (مثلاً دور موتور) با سرعت خروجی (مثلاً سرعت اتومبیل) مورد نیاز برای یک موقعیت معین استفاده می‌شود.

### دستی
یک جعبه‌دنده دستی راننده را ملزم می‌کند تا با استفاده از یک دسته دنده و کلاچ (که معمولاً یک پدال پا برای اتومبیل‌ها یا یک اهرم دستی برای موتور سیکلت‌ها است) به صورت دستی دنده‌ها را انتخاب کند.

بیشتر جعبه‌دنده‌ها در خودروهای مدرن از سنکرون برای همگام سازی سرعت شفت‌های ورودی و خروجی استفاده می‌کنند. با این حال، قبل از دهه ۱۹۵۰، بیشتر خودروها از جعبه‌دنده‌های غیر سنکرون استفاده می‌کردند.

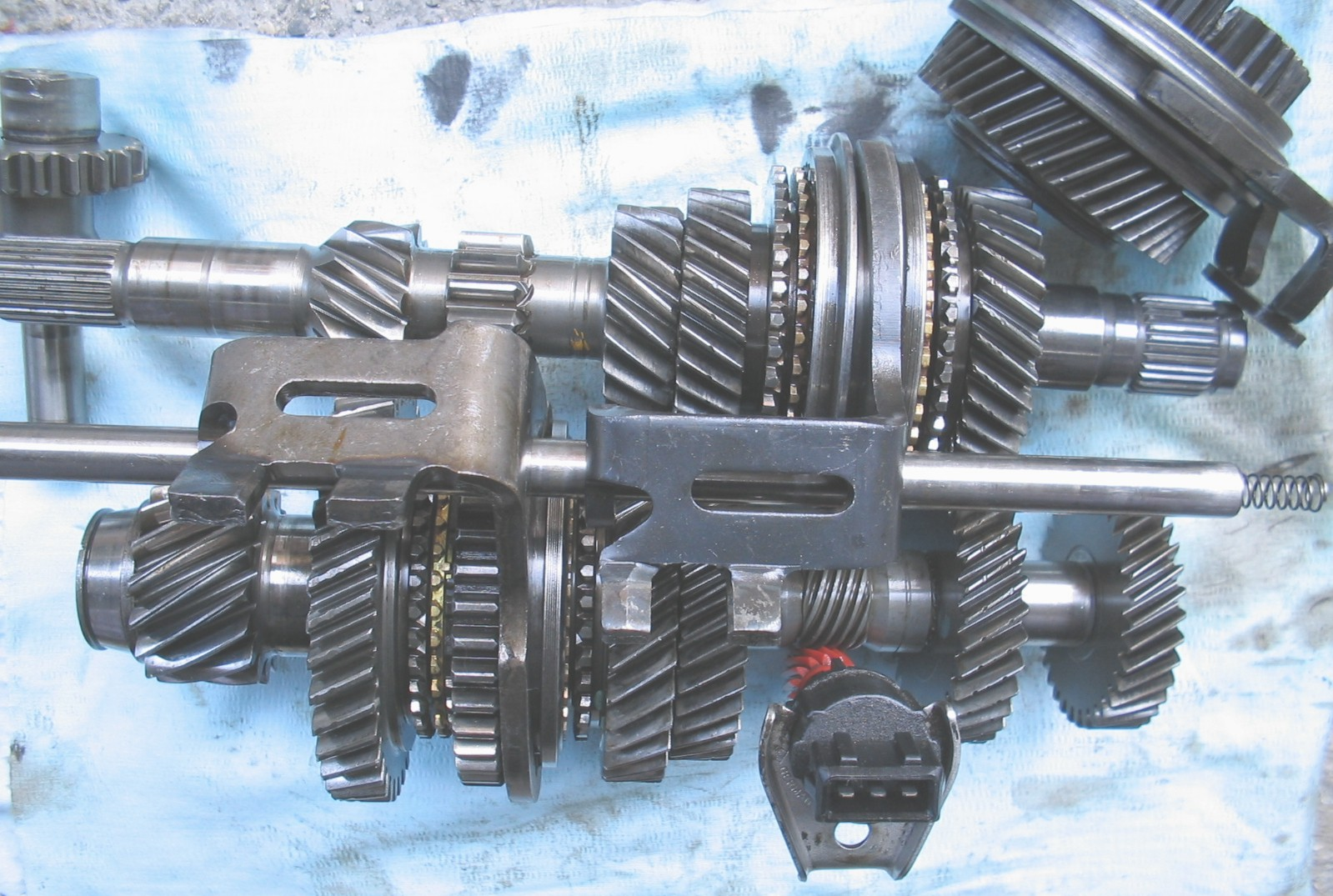
جعبه دنده داخلی فولکس‌واگن گلف ۲۰۰۹
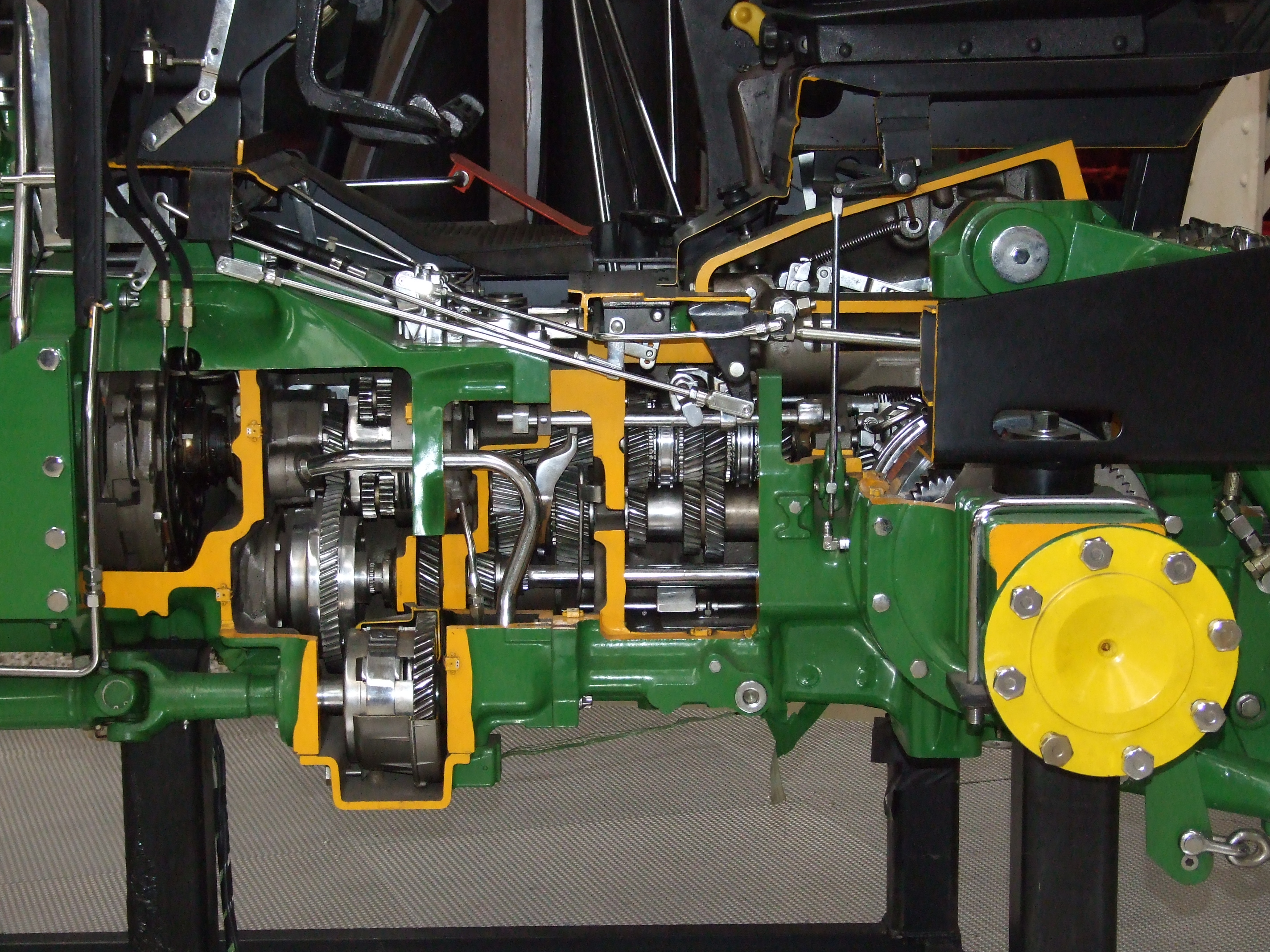
جعبه‌دنده تراکتور ۱۶ سرعته (به اضافه ۸ دنده عقب)

#### دستی سکشوال
جعبه‌دنده دستی سکشوال نوعی جعبه‌دنده غیر سنکرون است که بیشتر برای موتورسیکلت‌ها و اتومبیل‌های مسابقه‌ای استفاده می‌شود. با استفاده از کلاچ سگ به جای سنکرومش، زمان تعویض سریع‌تر نسبت به جعبه‌دنده‌های دستی همگام‌سازی شده را تولید می‌کند. جعبه‌دنده‌های دستی متوالی همچنین راننده را به انتخاب دنده بعدی یا قبلی به ترتیب متوالی محدود می‌کند.

### خودکار و نیمه‌خودکار

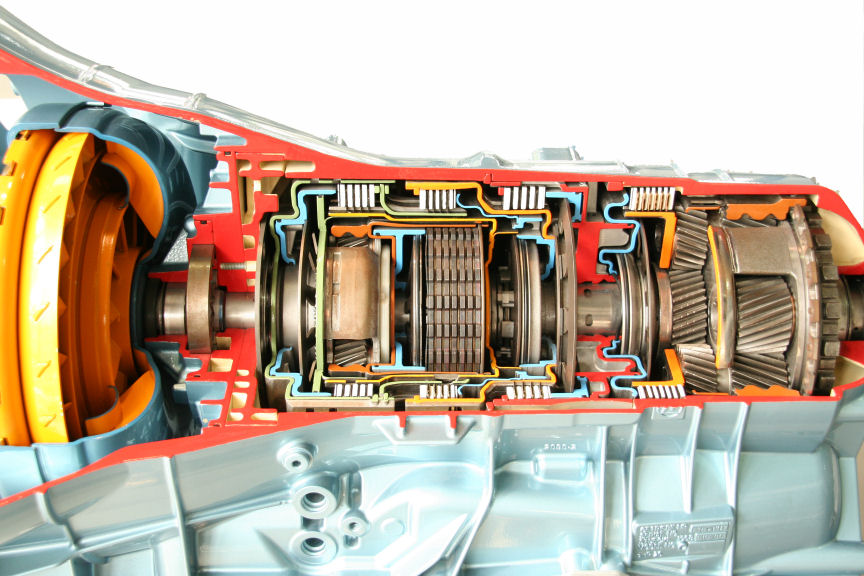
نمای بریده از جعبه‌دنده خودکار هیدرولیک ZF 6HP

یک جعبه‌دنده خودکار برای تعویض دنده‌های جلو در شرایط رانندگی عادی نیازی به ورودی راننده ندارد. جعبه‌دنده نیمه‌خودکار جایی است که برخی از عملیات به صورت خودکار انجام می‌شود (اغلب فعال کردن کلاچ)، اما ورودی راننده برای حرکت از حالت سکون یا تعویض دنده مورد نیاز است.

#### هیدرولیک خودکار
متداول‌ترین طراحی جعبه‌دنده خودکار هیدرولیک خودکار است که معمولاً از چرخ دنده‌های سیاره‌ای استفاده می‌کند که با استفاده از هیدرولیک کار می‌کنند. جعبه‌دنده به جای کلاچ اصطکاکی که توسط اکثر جعبه‌دنده‌های دستی و جعبه‌دنده‌های دوکلاچه استفاده می‌شود، از طریق مبدل گشتاور (یا کوپلینگ مایع قبل از دهه ۱۹۶۰) به موتور متصل می‌شود.

#### دو لاچه (DCT)
یک جعبه‌دنده دوکلاچه (DCT) از دو کلاچ مجزا برای مجموعه دنده‌های زوج و فرد استفاده می‌کند. طراحی اغلب شبیه به دو جعبه‌دنده دستی جداگانه است که کلاچ‌های مربوطه آنها در یک محفظه قرار دارند و به عنوان یک واحد کار می‌کنند. در کاربردهای خودرو و کامیون، DCT به عنوان یک جعبه‌دنده خودکار عمل می‌کند و برای تعویض دنده به ورودی راننده نیاز ندارد.

#### متغیر پیوسته (CVT)
یک جعبه‌دنده متغیر پیوسته (CVT) می‌تواند به‌طور یکپارچه از طریق محدوده پیوسته نسبت دنده تغییر کند. این در تضاد با سایر جعبه‌دنده‌ها است که تعداد محدودی نسبت دنده را در مراحل ثابت ارائه می‌دهند. انعطاف‌پذیری یک CVT با کنترل مناسب ممکن است به موتور اجازه دهد تا در حالی که خودرو با سرعت‌های مختلف حرکت می‌کند، با RPM ثابت کار کند.
CVTها در اتومبیل‌ها، تراکتورها، ساید بای سایدها، موتورهای اسکوتر، اتومبیل‌های برفی، دوچرخه‌ها و تجهیزات خاک برداری استفاده می‌شوند.
رایج‌ترین نوع CVT از دو قرقره استفاده می‌کند که توسط یک تسمه یا زنجیر به هم متصل شده‌اند. با این حال، چندین طرح دیگر نیز در زمان استفاده شده‌است.

#### دستی خودکار / دستی بدون کلاچ
جعبه‌دنده دستی خودکار (AMT) اساساً یک جعبه‌دنده دستی معمولی است که از فعال سازی خودکار برای کارکردن کلاچ و/یا تعویض بین دنده‌ها استفاده می‌کند.
بسیاری از نسخه‌های اولیه این جعبه‌دنده‌ها نیمه‌خودکار کار می‌کردند، مانند Autostick، که به‌طور خودکار فقط کلاچ را کنترل می‌کند، اما همچنان برای شروع تعویض دنده به ورودی راننده نیاز دارد. برخی از این سیستم‌ها به عنوان سیستم‌های دستی بدون کلاچ نیز شناخته می‌شوند. نسخه‌های مدرن این سیستم‌ها که کارکرد کاملاً خودکار دارند، مانند Selespeed و Easytronic، می‌توانند هم عملکرد کلاچ و هم تعویض دنده را به‌طور خودکار و بدون هیچ ورودی از جانب راننده کنترل کنند.

## برنامه‌های کاربردی

### استفاده‌های اولیه
انتقال‌های اولیه شامل محرک‌های زاویه راست و سایر دنده‌ها در آسیاب‌های بادی، دستگاه‌های اسب بخاری و دستگاه‌های با نیروی بخار بود. از کاربردهای این دستگاه‌ها می‌توان به پمپ‌ها، آسیاب‌ها و بالابرها اشاره کرد.

### اتومبیل

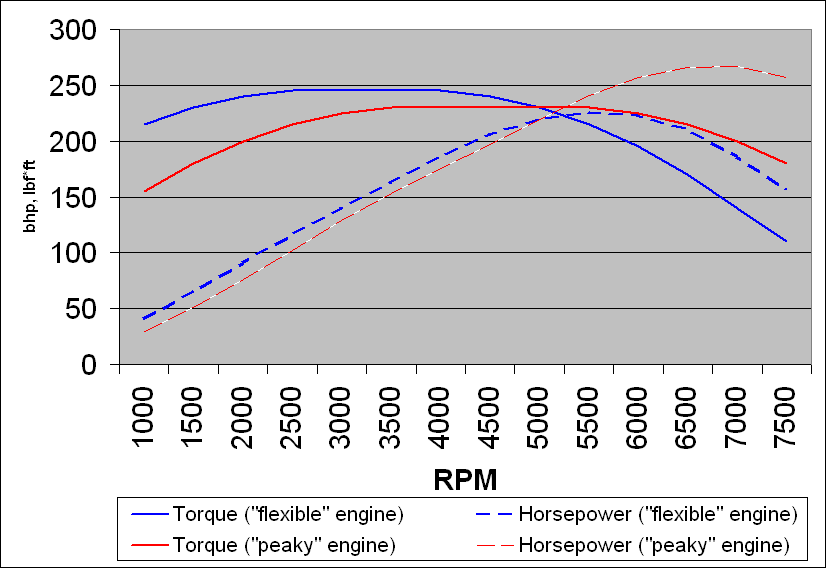
منحنی‌های قدرت و گشتاور برای دو نمونه موتور خودرو

نیاز به نسبت‌های دنده چندگانه در وسایل نقلیه موتوری با موتور ICE به این دلیل است که موتورها معمولاً در محدوده حدوداً ۶۰۰–۷۰۰۰ دور در دقیقه کار می‌کنند، در حالی که سرعت جاده وسیله نقلیه معمولاً معادل سرعت چرخش چرخ‌ها در محدوده ۰- است. ۱۸۰۰ دور در دقیقه علاوه بر این، ویژگی‌های موتور باعث ایجاد محدوده‌های بهینه دور در دقیقه متفاوت برای باند قدرت و دستیابی به بالاترین راندمان سوخت می‌شود.